# Prawo do akcji
Prawo do akcji (PDA) – papier wartościowy, z którego wynika uprawnienie do otrzymania, niemających formy dokumentu, akcji nowej emisji spółki publicznej, powstające z chwilą dokonania przydziału tych akcji i wygasające z chwilą zarejestrowania akcji w depozycie papierów wartościowych albo z dniem uprawomocnienia się postanowienia sądu rejestrowego odmawiającego wpisu podwyższenia kapitału zakładowego do rejestru przedsiębiorców.
Wartość (cena) prawa do akcji jest ściśle powiązana z wartością (ceną) akcji już objętych przez nich w ofercie publicznej tejże spółki, aczkolwiek niedopuszczonych jeszcze do obrotu giełdowego (np. z uwagi na jeszcze nieuprawomocnienie ewidencyjne nowych serii tychże akcji).
Prawa do akcji stanowią „czasowy substytut” akcji danej spółki, tzn. mogą być notowane na cedule giełdowej od chwili oficjalnego zamknięcia zapisów na w rzeczywistości odpowiadające im akcje. Dzieje się tak celem „wirtualnego przyspieszenia” płynności tych walorów na rynku wtórnym, które z czysto formalnych względów oczekiwać muszą na rejestrację w sądzie faktycznych wyników swoich emisji na rynku pierwotnym. Prawo do akcji jest zamieniane na akcje automatycznie w upublicznionym wcześniej terminie, bez ingerencji akcjonariusza. PDA daje możliwość odsprzedaży akcji przed jej pierwszym notowaniem, wiąże się z tym jednak pewne ryzyko. W wypadku, gdy dana emisja nie dojdzie do skutku, tzn. nowe akcje nie zostaną dopuszczone do obrotu, emitent ma obowiązek odkupić PDA za cenę emisyjną danej akcji, niezależnie od ceny zapłaconej za samo PDA.